# Nombre 153
El nombre 153 (CLIII) és el nombre natural que segueix el nombre 152 i precedeix el nombre 154.
La seva representació binària és 10011001, la representació octal 231 i l'hexadecimal 99.
La seva factorització en nombres primers és 3²×17; altres factoritzacions són 1×153 = 3×51 = 9×17.
És el nombre triangular d'ordre 17; és un nombre 3-gairebé primer: 17×3×3 = 153.